# Iaitō
El iaitō (居合刀) és un sabre llarg "d'entrenament" usat per a la pràctica del iaidō o altres arts marcials, en substitució d'una autèntica katana.
La construcció d'un iaitō ha d'imitar fidelment al disseny d'una katana. És de gran importància que respecte la grandària, pes i equilibri d'una katana autèntica, així com el seu acabat, per a practicar de la forma més real possible el seu maneig. S'empra per a familiaritzar al practicant amb l'arma i facilitar-li una posterior transició, quan tinga la pràctica i experiència necessària per a manejar-la sense riscos i conservar-la correctament, cap a una autèntica katana afilada.

## Entorn històric
Antigament al Japó la pràctica del iaidō en solitari en forma de kata era realitzada amb la katana pròpia (real) en la majoria de les escoles, i els combats d'entrenament o kata de kenJutsu en els quals intervenien dues persones o més amb bōkken de fusta per a no danyar les espases, ni ferir als companys, encara que els practicants d'aquella època estaven familiaritzats amb l'ús d'una arma real, s'observaven estrictament aquestes regles.
Amb la unificació del Japó i l'arribada de la pau, molts samurais es queden sense senyor i sense ocupació, perden la seua condició de cavallers i han de cercar noves maneres d'obtenir recursos.
Com eren dels pocs que havien tingut accés a una educació, molts es van convertir en funcionaris (jutges, agutzils, etc.) uns altres es van dedicar a la medicina i la cirurgia que dominaven gràcies als coneixements adquirits en el camp de batalla. Els més cults fins i tot van arribar a guanyar-se la vida mitjançant la poesia, la música i la pintura.
La immensa majoria, sense ofici ni senyor acabe per convertir-se en bandits, sent el major problema del nou Japó en pau. Molts altres simplement es van convertir en Ronin, Samurai sense senyor, llogant la seua espasa al millor postor, o servint a un particular com guardaespatles.
Uns altres, volent continuar amb la seua dedicació a les Arts Marcials, o simplement no sabent exercir altre ofici, obrin els primers dōjō (escoles), on que ensenyen el maneig de les armes per a guanyar-se la vida.
1500 dC -
Llavors com avui, les persones s'acosten als dōjō per a aprendre, però no tenen experiència i no estan familiaritzats amb les armes. Com diu Miyamoto Musashi (宮本 武蔵, Miyamoto Musashi? 1584? - 19 de maig de 1645) en la seua obra El llibre dels cinc anells escrita en 1643:
| « | "[…] abunden particularment (en aquesta època) esgrimes victorioses, amb popularitat comercial i aprofitament per part d'aquells que ensenyen la ciència i d'aquells que la practiquen. La conseqüència de tot açò és que, com algú ha dit, les arts marcials d'afeccionats són origen de greus ferides." | » |

SEGLE XX.
Durant la Segona Guerra Mundial l'emperador crida als Mestres d'Arts Marcials i els ordena que tornen a instruir al poble.
Es torna a fabricar una gran quantitat d'espases d'acer per als militars anomenades Gunto normalment portades pels Oficials de l'Armada i l'Exèrcit de Terra.
Aquest punt té especial importància perquè els Gunto són un tipus d'espasa amb personalitat i característiques pròpies, més semblants als antics Tachi que a les Katanes modernes, adaptats a l'ús del camp de batalla.
Finalment amb la derrota del Japó, es dissol l'exèrcit i queda abolida, entre altres costums, l'ús i dret a portar espases.
És en aquests temps moderns, segons molts autors quan es produeix un segon renàixer de les Arts Marcials, que tornen altra vegada als dōjōs, i sense exèrcit, les persones interessades a aprendre han d'acudir a ells.
Però Japó es troba sotmesa en la crisi i la derrota. I totes les reserves d'acer del país van ser esgotades durant la guerra.
És en aquest moment quan apareix el Iaitō.

## Diferències entre un Iaitō i una katana autèntica
En un iaitō de fabricació japonesa, es poden apreciar les següents diferències vers una katana autèntica:
La fulla:
- Està feta d'un aliatge durador més barat d'alumini i zinc
- No es rovella ni es malmet amb el pas del temps.
- No pateix danys amb facilitat.
- Gairebé no requereix manteniment.
- No està esmolada.
- Tampoc es pot esmolar correctament amb les eines tradicionals d'esmolar.

Avantatges addicionals en la seva fabricació:
- La fulla pot ser fabricada industrialment en lloc d'haver-se de fer a mà.
- El temps de fabricació es redueix a 1/4 del temps
- El cost de realització de la fulla és de menys del 10% del cost de la realització d'una fulla real.
- El preu en general és més reduït, la qual cosa beneficia a l'usuari.

El koshirae o conjunt d'elements que completen l'espasa
- No es nota cap diferència quant a la qualitat i l'aparença si es compara amb els d'una espasa real.
- S'utilitzen els mateixos procedimens artesanals i materials que en la fabricació del koshirae d'una katana real.
- En un iaitō d'alta qualitat es pot encarregar el koshirae a mestres artesans perquè els realitzin con el d'una katana autèntica, sent difícil apreciar si és un o altre fins que no es desembeina l'espasa.

Garantia de qualitat:
- Al Japó normalment cada peça és verificada per un artesà qualificat.
- Es comprova que la fulla respecti tots els requisits d'equilibri, pes, acabat i balanç.
- Normalment les fulles que no compleixen tots els requisits són descartades o rectificades.

Recorrent a fabricants japonesos de reconegut prestigi i tradició en la construcció de katanas tradicionals, com els existents en la província de Seki, podrem obtenir iaitōs de molt alta qualitat amb la garantia que han sigut construïts intentant repectar al màxim els mètodes tradicionals.